# Antonio Pacheco (beisbolista)
Antonio Pacheco Massó (Santiago de Cuba, 1964) es un beisbolista cubano. Se le conoce también con el apodo de Capitán de Capitanes por haber sido durante mucho tiempo el capitán del equipo Cuba.
Comenzó su carrera deportiva como torpedero y jugó en esa posición en diferentes eventos extranjeros, como el mundial de 1984 donde se ganó el puesto como jugador regular a bateo y fildeo sólido, aunque años después se instauró en la segunda base, posición donde está considerado el más completo de todos los tiempos en Cuba. Durante toda su carrera deportiva, participó en 22 Series Nacionales.
Desde el año 2005 es el director Técnico del equipo de su provincia natal: Santiago de Cuba, habiendo obtenido 3 primeros lugares (2005, 2007 y 2008) y un segundo lugar en el 2006.

## Otros datos
En 22 campeonatos cubanos logró convertirse en líder en hits con 2.356 y en dobles con 366. Es quinto en carreras anotadas, cuarto en veces al bate, tercero en impulsadas y tercero en promedio ofensivo con 334 de average.
Intervino en 1.853 juegos en los que actuó en 14.197,2 innings y en 8.897 lances, incluidos 1.140 “doble play”, y solo cometió 205 errores para un magnífico promedio defensivo de 977.
Es el pelotero que en todo el planeta ha intervenido en más eventos internacionales de primer nivel (25) y en la inmensa mayoría ha sido puntal del equipo Cuba, además es el único jugador en el mundo que llegó a obtener todos los títulos en las diferentes categorías desde infantiles hasta mayores. 
- 1998: Oro, Juegos Centroamericanos Maracaibo, Venezuela.
- 1998: Oro, Campeonato Mundial Barcelona, España.
- 1997: Plata, Copa Intercontinental, Italia.
- 1996: Oro, Juegos Olímpicos de Atlanta, Estados Unidos de América.

## Participaciones internacionales
- 3 Juegos Olímpicos
- 7 citas mundiales
- 4 Juegos Panamericanos
- 4 Centroamericanos y del Caribe
- 7 Copas Intercontinentales.